# Hochganghaus
Das Hochganghaus ist eine private Schutzhütte am Meraner Höhenweg im Südtiroler Teil der Ötztaler Alpen.

## Geschichte
Im Jahr 1909 stellte der Marlinger Bauer Josef Menz das erste Schutzhaus an dieser Stelle fertig. Anschließend übergab er es an seinen Sohn Anton Menz. Dieser eröffnete das Gebäude 1910 als Touristenhaus. Weil es sich in Privatbesitz befand, wurde es nach dem Ersten Weltkrieg nicht wie die Alpenvereinshütten enteignet.
Da die in der Nähe gelegene Lodnerhütte 1923 dem Club Alpino Italiano (CAI) übergeben worden war, bemühte sich die nach dem Zweiten Weltkrieg gegründete Sektion Meran des Alpenvereins Südtirol (AVS) um Ersatz für ihre Mitglieder und konnte das Hochganghaus von 1947 bis 1979 in Pacht nehmen. Seither wird es wieder privat bewirtschaftet. Seit 2010 ist ein Neubau neben dem alten Schutzhaus in Betrieb.
Im Jahr 2013 wurde das alte Gebäude von der Südtiroler Landesregierung unter Denkmalschutz gestellt.

## Lage und Umgebung
Das Hochganghaus liegt auf 1839 m Höhe am Südhang der Texelgruppe im Gemeindegebiet von Partschins. Das Haus, an dem der Meraner Höhenweg vorbeiführt, und die Umgebung befinden sich im Naturpark Texelgruppe.
Das Haus ist Ausgangspunkt für einen Weg nach Westen zur Sattelspitze und nach Osten über die Taufenscharte zur Mutspitze. Direkt oberhalb des Hauses gelangt man zum Hochgangschartl. Von hier erreicht man die Spronser Seen, nach Osten die Spronser Rötelspitze und nach Westen den Tschigat und weiter über das Halsljoch die Lazinser Rötelspitze.